# HAT-P-6
HAT-P-6 eller Sterrennacht är en ensam stjärna i stjärnbilden Andromeda. Den har en skenbar magnitud av +10,54 och kräver ett teleskop för att kunna observeras. Baserat på parallax enligt Gaia Data Releaase 2 av 3,6 mas beräknas den befinna sig på ett avstånd av ca 910 ljusår (ca 278 parsec) från solen. Den rör sig närmare solen med en hastighet av ca 22 km/s.

## Nomenklatur
Namnet Sterrennacht ("Stjärnevalvet") valdes i NameExoWorlds vid 100-årsjubilet av IAU efter en målning av Van Gogh.

## Egenskaper
HAT-P-6 är en gul till vit stjärna i huvudserien av spektralklass F8 V. Den har en massa av ca 1,3 solmassa, en radie av ca 1,5, solradie och avger från dess fotosfär ca 3,6 gånger så mycket energi som solen vid en effektiv temperatur av ca 6 600 K.
En sökning med adaptiv optik efter en följeslagare vid MMT-observatoriet visade negativt resultat.

## Planetsystem
Följeslagaren HAT-P-6b är en transiterande exoplanet som upptäcktes den 15 oktober 2007 av HATNet-projektet. Planetens sanna massa är något mer än Jupiters (+5,7 procent), men radien är 33 procent större, vilket ger planeten densitet på 0,45 g/cm3. Dess stora storlek jämfört med massan kommer från den stora mängden värme som tas emot från den närliggande stjärnan som expanderar planetens atmosfär och kategoriserar som en "het Jupiter". Omloppsperioden är 3,852985 dygn och avståndet från stjärnan är 0,05235 AE.  
Omloppsbanans lutning i förhållande till stjärnrotationsaxeln är ungefär 166°.
| Planet | Massa             | Halv storaxel (AE) | Siderisk omloppstid (d) | Excentricitet | Inklination | Radie         |
| ------ | ----------------- | ------------------ | ----------------------- | ------------- | ----------- | ------------- |
| Ab     | ≥ 1,106 ± 0,39 MJ | 0,05239 ± 0,00080  | 3,852985 ± 0,000005     | <0,044        | 166 ± 10    | 1,330 ± 0,061 |